# ISO 4217
ISO 4217 е международен стандарт, установен от Международната организация по стандартизация (ISO), който дефинира трибуквени кодове за паричните единици.
ISO има и друг стандарт, дефиниращ трицифрени кодове за парични единици – ISO 3166.
В първоначалния вариант на стандарта за българския лев е определен кодът BGL, като кодовете BGJ и BGK се използват за лева пред деноминациите от, съответно, 1952 и 1962. След деноминацията от 1999 кодът на българския лев е BGN.

## Общи сведения
Кодовете по ISO 4217 се състоят от две части. Първата от тях може да бъде:
- Двубуквен код за страна, дефиниран в ISO 3166-1 alpha-2, за националните валути. Например BG за българския лев или JP за японската йена.
- Буквата X, използвана за международни парични единици и някои специални приложения, описани по-долу. Тъй като в ISO 3166-1 alpha-2 няма кодове, започващи с X, така се избягва потенциален конфликт с кода на някоя национална валута.
- След въвеждането на еврото по изключение е въведен кодът EUR. За да се избегнат потенциални конфликти, кодът EU в ISO 3166-1 alpha-2 е резервиран и не може да се използва за никоя страна.

Втората част от кода (третата буква) при националните валути може да заема различни стойности. Най-често това е първата буква от името на съответната парична единица, например USD за американския долар. При деноминация на паричната единица се въвежда нов код, за да се разграничат старите и новите стойности. Често новият код включва първата буква на думата „нов“ на съответния език, например BGN за лева или TRY за турската лира. В други случаи това не е така – например кодът на рублата е променен от RUR на RUB, като е използвана третата буква на името.
Кодовете, започващи с X, имат няколко специални приложения, като в зависимост от тях втората част от кода има различно значение.
- XAU, XAG, XPD и XPT са кодове за една трой унция от благородните метали, съответно злато, сребро, паладий и платина. Тук втората част от кода съответства на символа на химичния елемент.
- XTS е резервиран за тестване
- XXX обозначава непарични трансакции
- С X започват и кодовете за международни парични единици и други средства за разплащане, като например специални права на тираж на Международния валутен фонд. Изключение от това правило е еврото, за което е създаден специалния код EUR, въпреки че съществуващата преди него европейска парична единица използва код XEU.

## История
През 1973 г. Технически комитет 68 на ISO решава да разработи кодове за представяне на валути и ценни книжа, които да се използват в търговията и финансите. На 17-а сесия (февруари 1978 г.) на свързаната Икономическата комисия на ООН за Европа експертната група се съгласява, че трибуквените кодове на международния стандарт ISO 4217 могат да се използват в международната търговия.
С времето се създават нови парични единици, а употребата на някои от старите се прекратява. Често тези промени се дължат на нови правителства, договори между страните или деноминация на валутата. В резултат на това списъкът с кодовете трябва да се адаптира. Отговорна за тази дейност е поддържащата агенция на ISO 4217 – BSI (British Standards Institution, Британски институт за стандарти).

## Действащи кодове
1. AED Дирхам на ОАЕ (Арабски дирхам)
2. AFN Афганистански афган
3. ALL Албански лек
4. AMD Арменски драм
5. ANG Холандски гилдер
6. AOA Анголска кванза
7. ARS Аржентинско песо
8. AUD Австралийски долар
9. AWG Арубски гилдер (Арубски флорин)
10. AZN Азербайджански манат
11. BAM Конвертабилна марка на Босна и Херцеговина
12. BBD Барбадоски долар
13. BDT Бангладешка така
14. BGN Български лев (от 7 май 1999 година)
15. BHD Бахрейнски динар
16. BIF Брунейски франк
17. BMD Бермудски долар
18. BND Брунейски долар
19. BOB Боливийско боливиано
20. BOV Боливийски мвдол (Банкова единица)
21. BRL Бразилски реал
22. BSD Бахамски долар
23. BTN Бутански нгултрум
24. BWP Ботсванска пула
25. BYN Беларуска рубла
26. BZD Белизки долар
27. CAD Канадски долар
28. CDF Конгоански франк
29. CHF Швейцарски франк
30. CLF Чилийско Unidad de Fomento
31. CLP Чилийско песо
32. CNY Китайски юан (още наричан ренминби – буквално преведено „Валута на народа“)
33. COP Колумбийско песо
34. COU Колумбийски реал (добавен към COP)
35. CRC Костарикански колон
36. CUP Кубинско песо (Все още в употреба)
37. CVE Кабоверденско ескудо
38. CZK Чешка крона
39. DJF Джибутски франк
40. DKK Датска крона
41. DOP Доминиканско песо
42. DZD Алжирски динар
43. EGP Египетска лира
44. ERN Еритрейска накфа
45. ETB Етиопски бир
46. EUR Евро
47. FJD Фиджийски долар
48. FKP Лира на Фолклендските острови
49. GBP Британска лира
50. GEL Грузинско лари
51. GHS Ганайско седи
52. GIP Гибралтарска лира
53. GMD Гамбийски даласи
54. GNF Гвинейски франк
55. GTQ Гватемалски кетцал
56. GYD Гаянски долар
57. HKD Хонгконгски долар
58. HNL Хондураска лемпра
59. HRK Хърватска куна
60. HTG Хаитянски гурд
61. HUF Унгарски форинт
62. IDR Индонезийска рупия
63. ILS Израелски шекел
64. INR Индийска рупия
65. IQD Иракски динар
66. IRR Ирански риал
67. ISK Исландска крона
68. JMD Ямайски долар
69. JOD Йордански динар
70. JPY Японска йена
71. KES Кенийски шилинг
72. KGS Киргизстански сом
73. KHR Камбоджански риел
74. KMF Коморийски франк
75. KPW Севернокорейски вон
76. KRW Южнокорейски вон
77. KWD Кувейтски динар
78. KYD Каймански долар
79. KZT Казахстанско тенге
80. LAK Лаоски кип
81. LBP Ливанска лира
82. LKR Шриланкска рупия
83. LRD Либерийски долар
84. LSL Лесотско лоти
85. LYD Либийски динар
86. MAD Марокански дирхам
87. MDL Молдовска лея
88. MGA Малагасийски ариари
89. MKD Македонски денар
90. MMK Мианмарски киат
91. MNT Монголски тугрик
92. MOP Макайска патака
93. MRO Мавританска угия
94. MUR Мавританска рупия
95. MVR Малдивска руфия
96. MWK Малавийска кауача
97. MXN Мексиканско песо
98. MXV Мексиканска преводна единица (UDI) (Финансов код)
99. MYR Малайзийски рингит
100. MZN Мозамбикски метикал
101. NAD Намибийски долар
102. NGN Нигерийска найра
103. NIO Никарагска кордоба
104. NOK Норвежка крона
105. NPR Непалски рупей
106. NZD Новозеландски долар
107. OMR Омански риал
108. PAB Панамска балбоа
109. PEN Перуански сол
110. PGK Папуа-новогвинейска кина
111. PHP Филипинско песо
112. PKR Пакистанска рупия
113. PLN Полска злота
114. PYG Парагвайски гуарани
115. QAR Катарски риал
116. RON Румънска лея (от 1 юли 2005 година, преди това ROL)
117. RUB Руска рубла
118. RSD Сръбски динар
119. RWF Руандийски франк
120. SAR Саудитски риал
121. SBD Долар на Соломонови острови
122. SCR Сейшелска рупия
123. SDG Судански динар
124. SEK Шведска крона
125. SGD Сингапурски долар
126. SHP Паунд на остров Света Елена
127. SLL Сиералеонско леоне
128. SOS Сомалийски шилинг
129. SRD Суринамски долар (от 1 януари 2004)
130. SSP
131. STD Добра (Сао Томе и Принсипи)[1]
132. SYP Сирийска лира
133. SZL Свазилендски лилангени (мн. число: емалангени)
134. THB Тайландски бат
135. TJS Таджикистански сомони
136. TMM Туркменистански манат
137. TND Тунизийски динар
138. TOP Тонганска паанга
139. TRY Нова турска лира
140. TTD Тринидадски долар
141. TWD Нов тайвански долар
142. TZS Танзанийски шилинг
143. UAH Украинска гривна
144. UGX Угандийски шилинг
145. USD Щатски долар
146. USN Щатски долар (Следващ ден) (Финансов код)
147. USS Щатски долар (Същия ден) (Финансов код) (един източник твърди че вече не се използва, но е все още в листа на ISO 4217-MA)
148. UYU Уругвайско песо
149. UZS Узбекистански сум
150. VEF Ванецуелски боливар
151. VND Виетнамски донг
152. VUV Вануатуанско вату
153. WST Самоанска тала
154. XAF CFA франк BEAC
155. XAG Тройунция сребро
156. XAU Тройунция злато
157. XBA Европейска съставна единица (EURCO) (Единица на боновата борса)
158. XBB Европейска валутна единица (E.M.U.-6) (Единица на боновата борса)
159. XBC Европейска единица по сметка 9 (E.U.A.-9) (Единица на боновата борса)
160. XBD Европейска единица по сметка 17 (E.U.A.-17) (Единица на боновата борса)
161. XCD Източнокарибски долар
162. XDR специални права на тираж (Международен валутен фонд)
163. XFU UIC франк (Special settlement currency)
164. XOF CFA франк BCEAO
165. XPD Тройунция паладий
166. XPF CFP франк
167. XPT Тройунция платина
168. XTS Код, резервиран за целите на тестване
169. XXX Непарична трансакция
170. YER Йеменски риал
171. ZAR Южноафрикански ранд
172. ZMW Замбийска куача
173. ZWL Зимбабвийски долар

## Остарели кодове на валути

### Заменени от еврото
В Европейския съюз някои национални валути са заменени с валутата на съюза евро:
1. ADP Андорска песета
2. ADF Андорски франк
3. ATS Австрийски шилинг
4. BEF Белгийски франк
5. DEM Германска марка
6. ESP Испанска песета
7. FIM Финландска марка
8. FRF Френски франк
9. GRD Гръцка драхма
10. IEP Ирландски паунд
11. ITL Италианска лира
12. LUF Люксембургски франк
13. MCF Монакски франк
14. NLG Холандски гулден
15. PTE Португалско ескудо
16. SML Санмаринска лира
17. VAL Ватиканска лира
18. SIT Словенски толар
19. CYP Кипърска лира
20. MTL Малтийска лира
21. SKK Словашка крона
22. EEK Естонска крона
23. LVL Латвийски лат
24. LTL Литовски литас

В допълнение, валутният код XEU е заменен с EUR.

### Заменени по други причини
1. AFA Афганистанско авгани (заменено от AFN)
2. ALK Алабански стар лек (заменен от ALL)
3. AON Анголска нова квназа (заменена от AOA)
4. AOR Анголска квназа Readjustado (заменена от AOA)
5. ARP Песо аржентино (заменено от ARS)
6. ARY Аржентинско песо (заменено от ARS)
7. BEC Белгийски франк (конвертруем)
8. BEL Белгийски франк (финансов)
9. BGJ Български лев A/52 (заменен от BGN)
10. BGK Български лев A/62 (заменен от BGN)
11. BGL Български лев A/99 (заменен от BGN)
12. BOP Боливйско песо (заменено от BOB)
13. BRB Бразилско крузейро (заменено от BRL)
14. BRC Бразилско крозадо (заменено от BRL)
15. BYR Беларуска рубла (заменена от BYN)
16. CNX Долар на Китайската народна банка (заменен от CNY)
17. CSJ Чехословашка коруна A/53
18. CSK Чехословашка коруна (заменени от CZK и SKK)
19. CUC Кубинско обменяемо песо (замества щатския долар (USD) като допълнителна национална валута през ноември 2004) (заменено от CUP)
20. DDM Марка на ГДР (Източна Германия) (заменена от DEM)
21. ECS Еквадорско Сукре (заменено от USD)
22. ECV Еквадорска Unidad de Valor Constante (Банкова единица) (спряна от печат)
23. EQE Екваториално гвинейско еквеле (заменено от XAF)
24. ESA Испанска песета (сметка A)
25. ESB Испанска песета (сметка B)
26. GNE Гвинейско сили (заменено от XOF)
27. GWP Гвинейско песо (заменено от XOF)
28. ILP Израелска Лира (заменена от ILR)
29. ILR Израелски стар шекел (заменен от ILS)
30. ISJ Исландска стара крона (заменена от ISK)
31. LAJ Лаоски кип (заменен от LAK)
32. MAF Малийски франк (заменен от XOF)
33. MGF Мадагаскарски франк (заменен от MGA)
34. MKN Македонски денар A/93 (заменен от MKD)
35. MVQ Малдивски рупей (заменен от MVR)
36. MXP Мексиканско песо (заменено от MXN)
37. PEH Перуански сол (заменен от PEN)
38. PLZ Полска злота A/94 (заменена от PLN)
39. ROK Румънска лея A/52 (заменено от ROL)
40. ROL Румънска лея A/05 (заменено от RON)
41. RUR Руска рубла (заменена от RUB)
42. SRG Суринамски гилдер (заменен от SRD)
43. SUR Рубла на Съветския съюз (заменена от RUB)
44. SVC Елсалвадорски колон (заменен от USD)
45. TPE Тиморско ескудо (заменен от USD)
46. TRL Турска лира A/05 (заменена от TRY)
47. UGW Угандийски шилинг (заменен от UGX)
48. UYN Уругвайско старо песо (заменена от UYU)
49. VNC Виетнамски стар донг (заменен от VND)
50. XFO Златен франк (заменен от XDR)
51. YDD Динар на Северен Йемен (заменен от YER)
52. YUD Нов югославски динар (заменен от CSD)
53. YUM Югославски динар (заменен от CSD)
54. ZAL Северноафрикански финансов ранд (Финансов код) (спрян от печат)
55. ZRN Нов заир (заменен от CDF)
56. ZRZ Заир (заменен от CDF)
57. ZWC Родезийски долар (заменен от ZWD --> ZWN --> ZWR --> ZWL)